# 태번

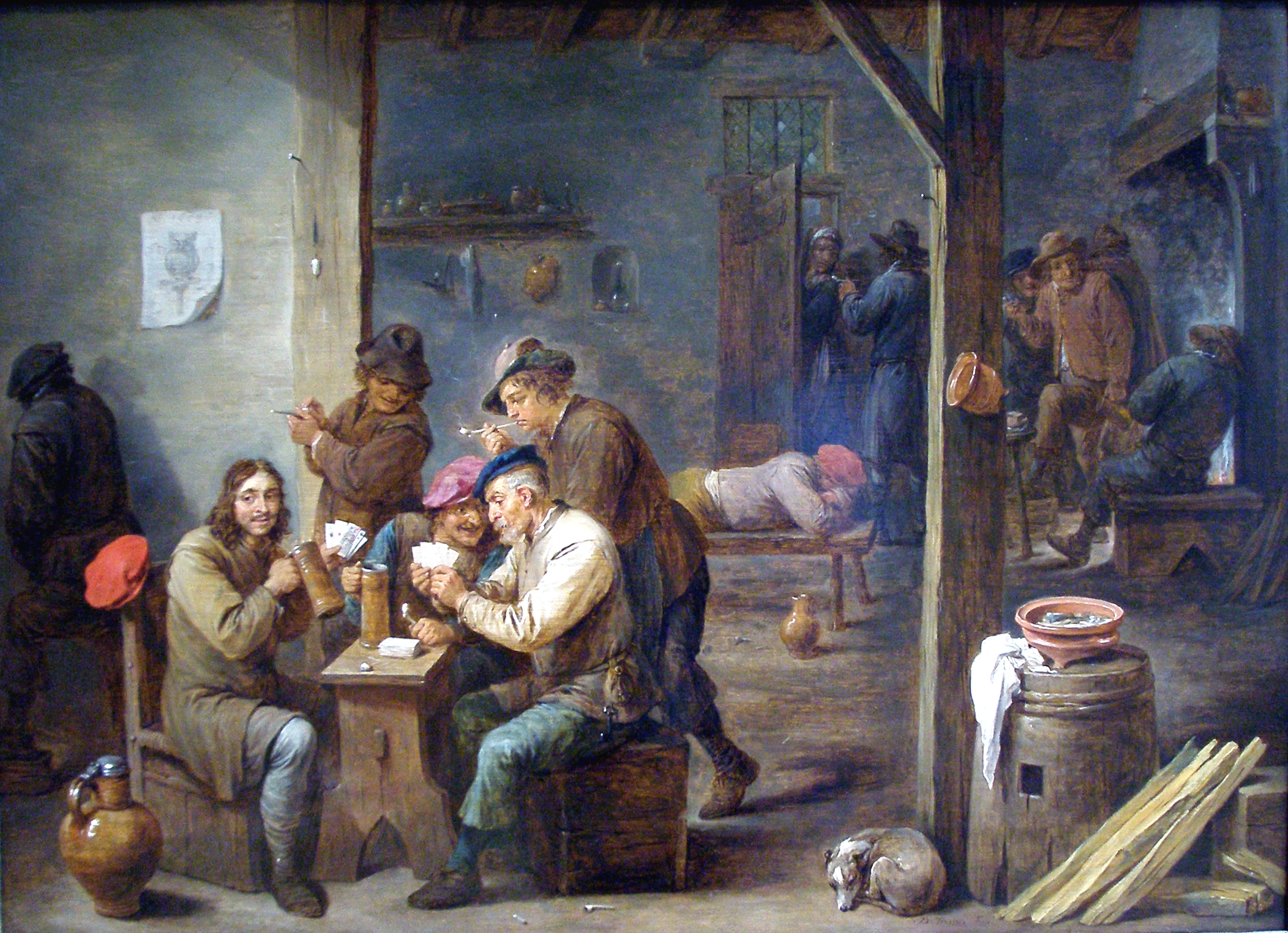
플랑드르 예술가 다비드 태니어스의 태번 그림. 1658년 경.

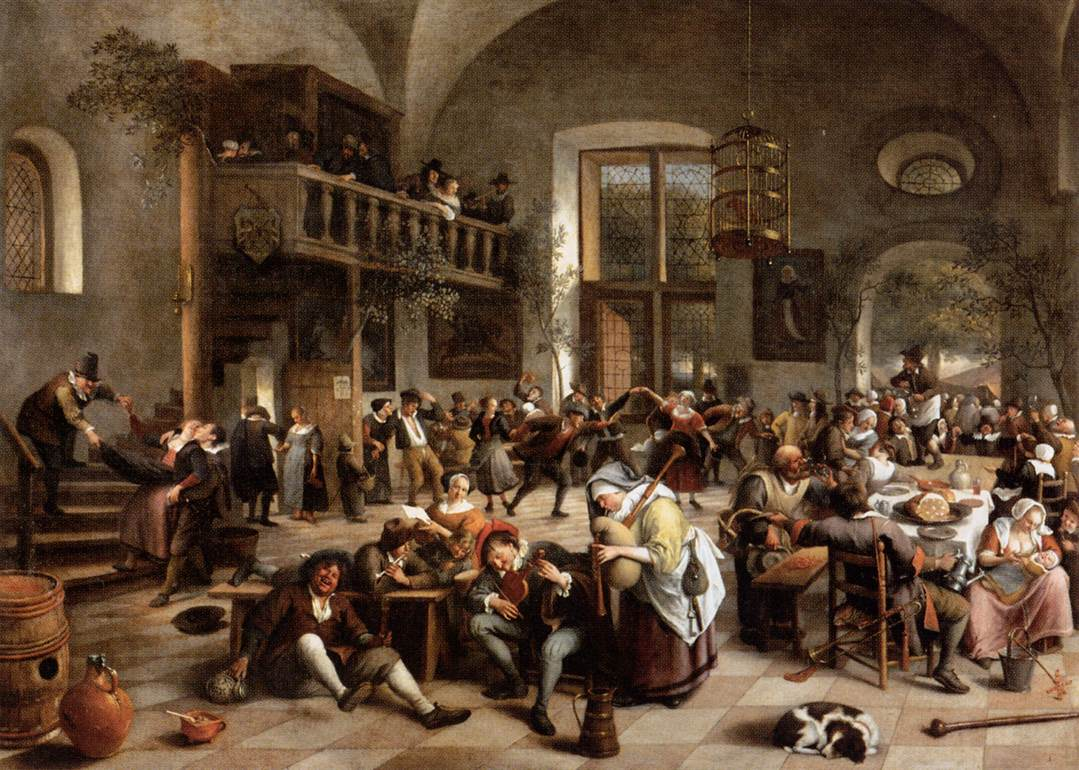
17세기 후반 얀 스틴의 네덜란드 태번

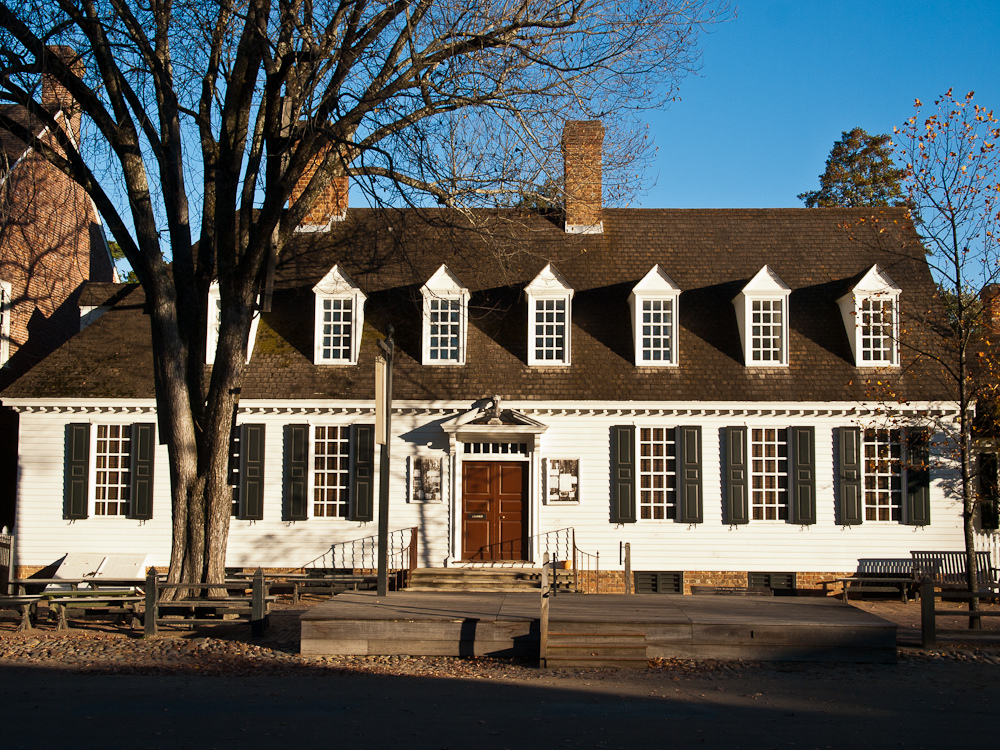
롤리 태번, 콜로니컬 윌리엄스버그, 버지니아

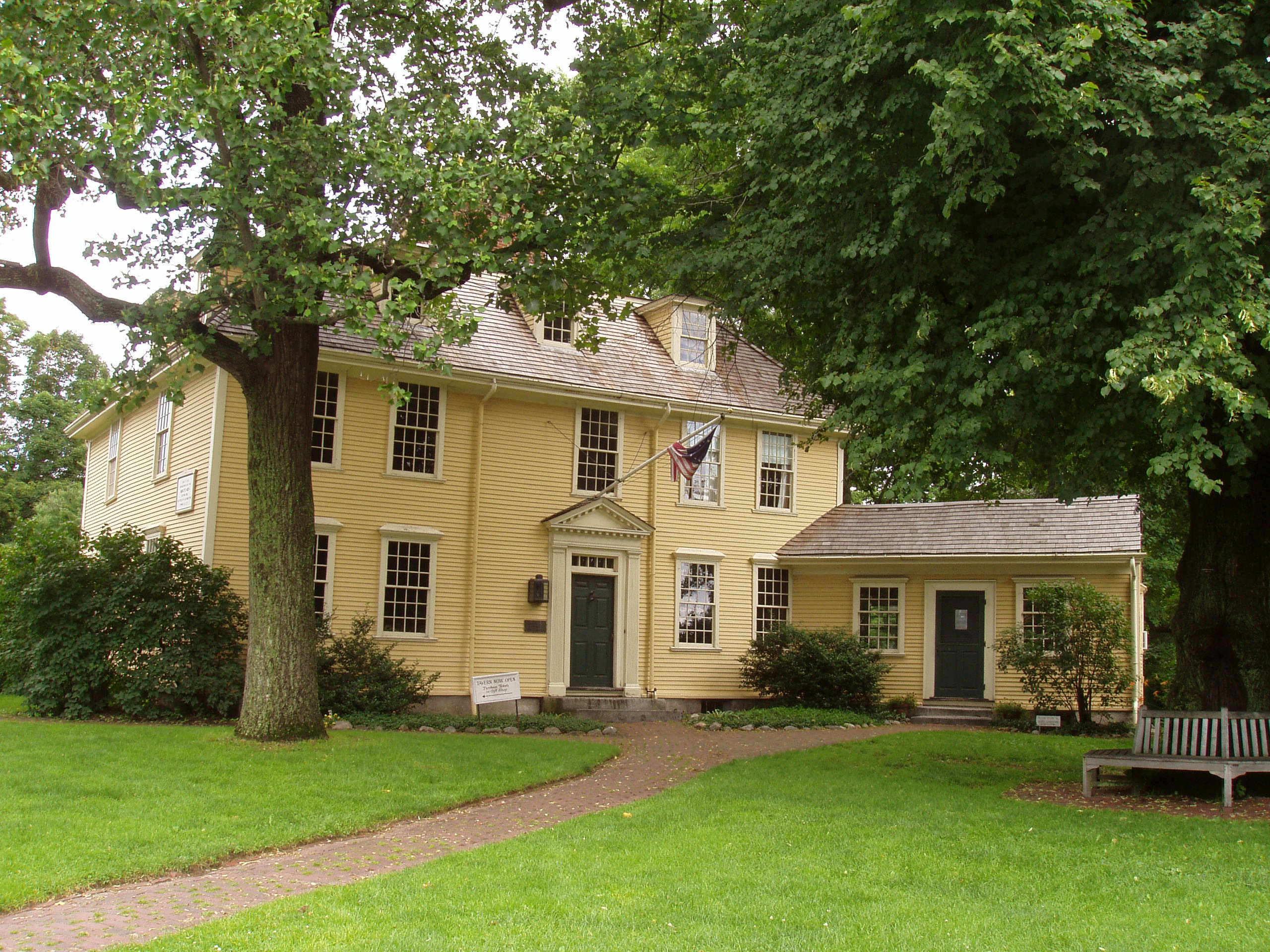
미국 혁명의 첫 번째 총성이 울린 버크맨 태번, 매사추세츠주 렉싱턴

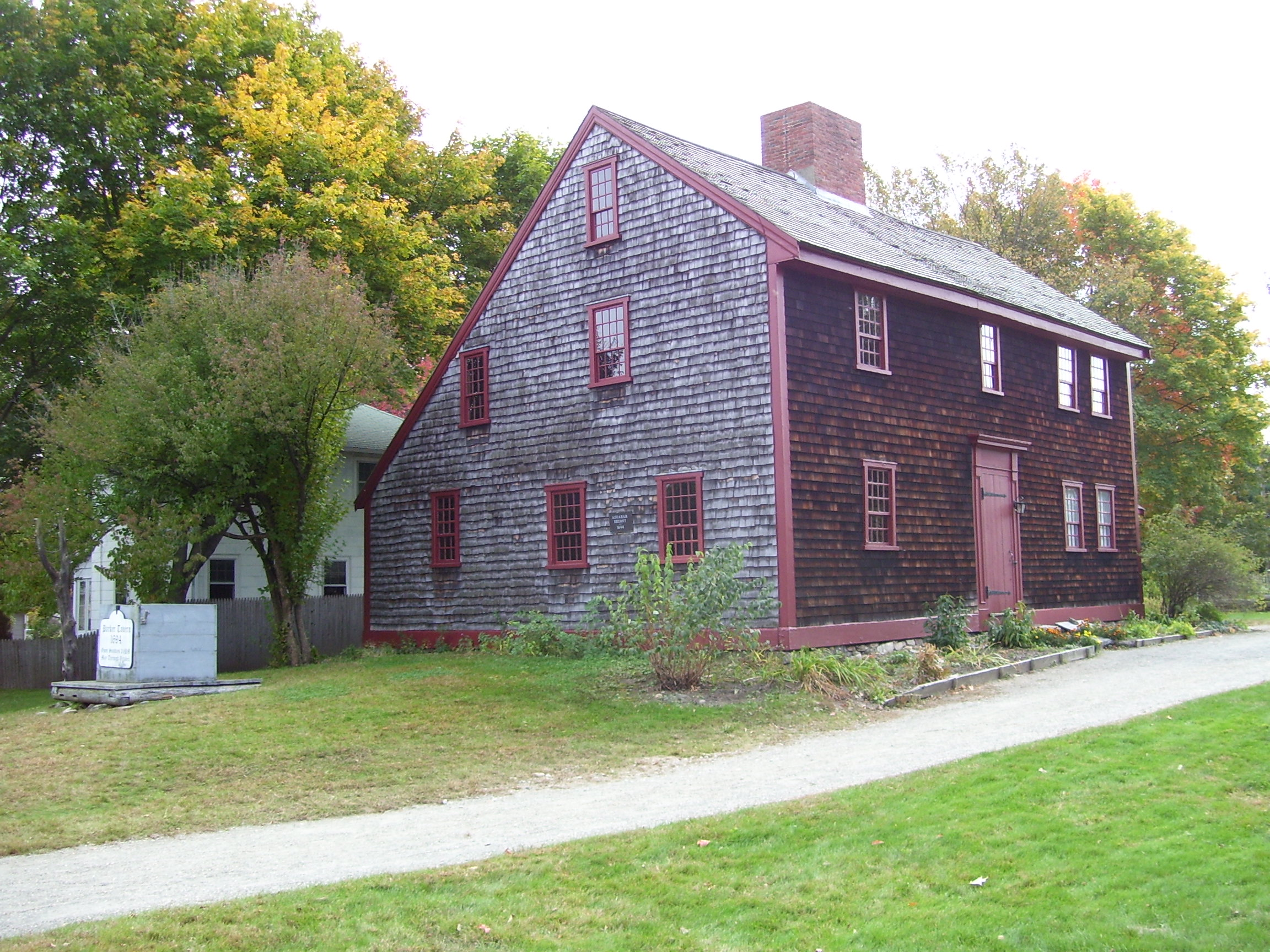
파커 태번, 리딩, 매사추세츠, 전통적인 뉴 잉글랜드 솔트 박스 아키텍처

태번(영어: tavern)은 사람들이 모여 술을 마시고 음식을 제공하는 비즈니스의 장소이며, 역사적으로는 대부분 여행자가 하숙을 하는 곳이다. 인(영어: inn)은 손님을 하숙인으로 받을 수 있는 면허가 있는 태번이다. 이 단어는 원래 라틴어로 창고, 작업장, 매점 또는 술집을 의미하는 타베르나(라틴어: taberna)에서 파생되었다. 이와 유사한 시설로는 한국의 주막이 있다.
시간이 지남에 따라 "태번(Tavern)"과 "인(inn)"이라는 단어는 서로 바꿔 사용할 수 있는 동의어가 되었다. 잉글랜드에서는 여관이 공공 주택 또는 펍으로 불리기 시작했으며 이 용어는 모든 술집의 표준이 되었다.

## 같이 보기
- 바
- 이자카야
- 금주법
- 미국의 금주법
- 펍
- 타베르나
- 주막
- 태번 온 더 그린